# Król tańczy
Król tańczy (fr. Le roi danse) – francusko-niemiecko-belgijski dramat kostiumowy z 2000 roku w reżyserii Gérarda Corbiau. Zdjęcia kręcono m.in. w Wersalu.

## Obsada
- Benoît Magimel - Ludwik XIV
- Boris Terral - Jean-Baptiste Lully
- Tchéky Karyo - Molier
- Johan Leysen - Robert Cambert
- Cécile Bois - Madeleine Lambert
- Colette Emmanuelle - Anne of Austria
- Claire Keim - Julie
- Idwig Stéphane - Armand Burbon-Conti, książę Conti
- Caroline Veyt - Armande Béjart
- Ingrid Rouif - Markiza de Montespan
- Jacques François - Jean de Cambefort
- Pierre Gérald - Jean-Baptiste Boësset